# Список послов России в Брунее
В статье представлен список послов России в Брунее.
В 1987 году генеральный секретарь ЦК КПСС Михаил Горбачёв призвал к установлению дипломатических отношений с Брунеем, после чего посол СССР в Сингапуре пытался наладить контакты с Брунеем в 1988 году, но султанат не был в тот момент готов к установлению отношений с коммунистическим государством. Дипломатические отношения между Советским Союзом и Брунеем были официально установлены 1 октября 1991 года и первоначально осуществлялись через советское посольство в Малайзии.
Дипломатические отношения между Российской Федерацией и Брунеем установлены 27 апреля 1992 года.

## Список послов
| Срок полномочий                   | Посол                           | Годы жизни | Вручение верительных грамот | Комментарии                  |
| --------------------------------- | ------------------------------- | ---------- | --------------------------- | ---------------------------- |
| СССР                              |                                 |            |                             |                              |
| 22 октября 1991 — 25 декабря 1991 | Роза Исаковна Отунбаева         | 1950—      |                             | По совместительству          |
| Российская Федерация              |                                 |            |                             |                              |
| 25 декабря 1991 — 2 ноября 1992   | Анатолий Иванович Хмельницкий   | 1936—2024  |                             | По совместительству          |
| 6 августа 1993 — 10 августа 1998  | Виталий Яковлевич Воробьёв      | 1944—2017  |                             | По совместительству          |
| 10 августа 1998 — 26 июня 2000    | Алексей Дмитриевич Жуков        | 1944—2004  |                             | По совместительству          |
| 15 сентября 2000 — 14 апреля 2005 | Владимир Николаевич Морозов     | 1949—      |                             | По совместительству          |
| 14 апреля 2005 — 31 июля 2009     | Карчава, Александр Алексеевич   | 1948—      |                             | По совместительству          |
| 31 июля 2009 — 30 января 2015     | Виктор Александрович Селезнёв   | 1951—      |                             |                              |
| 30 января 2015 — 26 июня 2019     | Владлен Станиславович Семиволос | 1961—      |                             |                              |
| 26 июня 2019 — 28 марта 2022      | Владимир Борисович Гончаренко   | 1954—2022  | 18 сентября 2019            |                              |
| 28 марта 2022 — 17 января 2023    | Андрей Николаевич Мамаев        | 1966—      |                             | Временный поверенный в делах |
| 17 января 2023 — н. в.            | Михаил Владимирович Баранов     | 1961—      | 28 февраля 2023             |                              |